# Bełcze (Macedonia Północna)
Bełcze (mac. Белче) – wieś w Macedonii Północnej położona w gminie Demir Hisar.
Według danych z 2002 roku, wieś zamieszkiwało 245 osób (127 mężczyzn i 118 kobiet) w 70 domostwach oraz w 89 mieszkaniach (od budynków jednorodzinnych po mieszkania w blokach itp.). Wszyscy byli narodowości macedońskiej.